# Jan Smolík
Jan Smolík (ur. 24 grudnia 1942 w Lipníku nad Bečvou) – czeski kolarz szosowy startujący w barwach Czechosłowacji, aktywny w latach 60. XX wieku.
Sześciokrotnie startował w Wyścigu Pokoju. Największy sukces odniósł w 1964, gdy zajął 1. miejsce w klasyfikacji generalnej. Objął prowadzenie po 2. etapie i nie oddał go do mety w Pradze. Wygrał trzy etapy (5., 7. i 8.). Zajął też 2. miejsce w klasyfikacji najaktywniejszych. W pozostałych edycjach Wyścigu Pokoju zajmował następujące miejsca: 1963 – 38. miejsce, 1965 – 49. miejsce, 1966 – 9. miejsce, 1967 – 4. miejsce i 1970 – 14. miejsce.
Zajął 71. miejsce w indywidualnym wyścigu szosowym na igrzyskach olimpijskich w 1964 w Tokio oraz 23. miejsce w tej konkurencji na igrzyskach olimpijskich w 1968 w Meksyku.
Na mistrzostwach świata w 1966 w Nürburgu zajął 8. miejsce w drużynowej jeździe na czas. Był 41. w wyścigu amatorów ze startu wspólnego na mistrzostwach świata w 1967 w Heerlen. Na mistrzostwach świata w 1969 w Brnie zajął 11. miejsce w jeździe drużynowej na czas, a na mistrzostwach świata w 1971 w Mendrisio był  21. w wyścigu indywidualnym i 13. w wyścigu drużynowym.